# Концептные натяжки
Концептная натяжка или искажение концептов (от англ. conceptual stretching) — это расширение моделей и гипотез для того, чтобы охватить дополнительные случаи без адаптации аналитических категорий для соответствия новым контекстам, то есть использование в сравнительных исследованиях понятия, сложившегося в одних обстоятельствах, для обозначения нового явления, схожего лишь внешне с привычным и закрепленным концептом. При этом понятие «растягивается» с целью охватить новую действительность. В результате становится возможным, сказав меньше и туманнее, охватить большее пространство. Наиболее частое злоупотребление феноменом пришлось на XX век, когда политологические понятия, возникшие и устоявшиеся на Западе, ошибочно применялись исследователями для описания новых процессов и явлений, возникших за пределами Запада.

## Возникновение понятия
В 1970 году известный итальянский и американский политолог Джованни Сартори в своей статье «Искажение концептов в сравнительной политологии» (от англ. Concept Misformation in Comparative Politics) ввел понятие концептной натяжки. В статье Сартори оценил опыт развития сравнительной политики во второй половине ХХ столетия и выделил одну из ключевых проблем в данной сфере, заключающуюся в том, что большое количество исследований страдают от искажения концептов. Концептные натяжки возникли в период, когда у исследователей появилась необходимость обновить терминологию в связи с невозможностью применить привычные, устаревшие понятия для описания новых возникших явлений (движений, процессов, групп). Однако, в том числе и по причине несознательных исследователей, неглубокого анализа и неправильного употребления профессионального языка, ученые стали обозначать привычными понятиями в корне различающиеся явления. Такая подмена понятий при обобщении большого фактического материала является серьезной проблемой для представителей социальных наук.
В рамках новой политической науки происходит процесс переосмысления привычных концептов, в том числе из-за все чаще встречающихся концептных натяжек, сознательной попытки сделать концептуализацию нейтральной в ценностном отношении. Очевидно, что концептная натяжка — путь наименьшего сопротивления, в результате чего в попытках охватить большее пространство теряется содержательная точность. Помимо потери точности, компаративистское расширение дисциплины приводит к возникновению размытых и неопределенных концептуализаций. В то время как в политологии важны универсальные категории — концепты, которые всегда применимы. Однако если они оказываются размытыми категориями, то возникают псевдосоответствия, что ведет к еще большему количеству неопределенных концептов.
Проблема «перемещаемости концептов» крайне актуальна, ведь для того, чтобы провести качественное исследование, необходимо точно определиться с терминологией и использовать концепты, помня об их «перемещаемости» в значении. В результате исследователи столкнулись с нехваткой упорядоченности в использовании понятий и процедур сравнения. Некоторые политологи, а в особенности компаративисты, при проведении исследования используют понятийный аппарат как данность, не предавая значения содержательной стороне концептов.

## Ключевые положения Сартори
1. Прежде чем начать исследование, необходимо сформировать исходный концепт. Поставить вопрос: «Что является предметом исследования?». Концепты — главные элементы суждений, которые в качестве таковых несут в себе и предопределяют принципы интерпретации и наблюдения[2].
2. Концепты должны обладать определённым количеством признаков. Сартори называет концепты «контейнерами»[7] для сбора и хранения необходимых фактов (то есть признаков). Например, в концепт «тоталитаризм» подразумевает такие признаки, как «полицейский контроль за всем обществом» «монополию власти на СМИ» и т. д.
3. Для того, чтобы точно разобраться с содержанием концепта и его местом среди других, Джованни Сартори предложил пользоваться лестницей абстракции[8]. Определённые чётко выявленные атрибуты (признаки), присущие каждому концепту, определяют его положение на лестнице абстракции. Чем туманнее понятие, тем меньше у него таких атрибутов. Ближе к верхушке «лестницы» находятся расплывчатые понятия, обладающие малым количеством атрибутов, и наоборот.
4. Для того, чтобы провести грамотный сравнительный анализ, необходимо выявить, принадлежат ли исследуемые явления одной категории. Если же явления относятся к разным концептам, анализ можно считать недостоверным. На данном этапе исследователи и прибегают к концептным натяжкам, расширяя значение и сферу применимости того или иного концепта. Другими словами, перейдя на ступеньку вверх по лестнице абстракции.

## Проблемы
Концептная натяжка является причиной следующих проблем:
1. Потеря содержательной точности исследования;
2. Возникновение неопределённых понятий и сбившихся теорий, что, в свою очередь, указывает не только на крайнюю степень упрощения в исследовании, но и зачастую на его бесполезность;
3. Невозможность за счёт увеличения охвата компенсировать потери с точки зрения конкретности. Любые попытки такой компенсации являются обманчивыми.
4. Проблемы концептуализации явления. Прежде чем переходить к операционализации, явление необходимо концептуализировать. Если концептуализация слабая (слишком размытое содержание, под которое попадает огромное количество объектов), то вероятность отбора ненужных индикаторов увеличивается.
5. Некорректное описание изменяющейся политической реальности.

## Способы решения проблем
В связи с нехваткой упорядоченности в использовании понятий можно прибегнуть к методу логического восхождения от абстрактного к конкретному, то есть к лестнице абстракции (от англ. ladder of obstraction). Это работа с объёмом и содержанием понятий. Чем выше находится понятие на «лестнице», тем оно абстрактнее, а значит, его можно применить к большему количеству явлений. При этом содержание таких понятий и область их сравнений сужается. Лестница абстракции позволяет добиться приобретений в плане охвата, не пренебрегая точностью (различие и взаимосвязь между объемом и содержанием).

## Два способа восхождения по лестнице абстракции
1. Концепт становится более конкретным при помощи развёртывания его характеристик[2]: для того, чтобы зафиксировать как можно больше характеристик какого-либо явления, необходимо вложить в понятие минимальный объем, обеспечив его максимальным смысловым наполнением (увеличение объема, урезание смысла) — логичный способ. В конечном счёте концепт становится более общим (чем шире он становится, тем меньше у него отличительных признаков, однако их определенность сохраняется). Пример: не «современные партии», а «современные европейские партии».
2. Концепт становится более абстрактным из-за сокращения его свойств (концептная натяжка)[2]: для того, чтобы максимально увеличить объём, обобщить наибольшее количество явлений/сделать понятие более абстрактным, необходимо максимально сузить смысловое наполнение концептов (объём понятия возрастает за счёт размывания содержания, не хватает специфических характеристик для определения содержания) — нелогичный способ.

## Уровни абстрагирования[2]
1. Высший уровень — концепты имеют универсальный смысл, у них один атрибут. Какие бы то ни было содержательные компоненты приносятся в жертву требованию всеохватности. Пример: понятие «страны» применимо ко всем странам в целом.
2. Средний уровень — концепты сохраняют какое-то количество отличительных признаков (атрибутов). Они подчёркивают сходства в ущерб уникальности. Пример: понятие «страны Европы».
3. Низший уровень — концепты предполагают конкретизацию, у них множество атрибутов. Точность содержания важнее широты охвата, подчеркивается специфика. Пример: понятие «страны Европы с мажоритарной избирательной системой».

Согласно Сартори, средний уровень является наиболее эффективным для проведения сравнений, так как концепты, расположенные на нём, не ограничены в содержании, но в то же время их можно применить к не сильно ограниченному числу явлений. Таким образом, результаты такого сравнения должны получиться полноценными.

## Пример концептной натяжки в политологии
Феномен концептной натяжки можно подробно рассмотреть на примере классификации форм правления. Аналитики прибегают к неоправданному расширению содержания понятий, пытаясь приписать до этого не исследованный эмпирический случай под существующие типологии. Таким образом, смысл имеющегося концепта становится более расплывчатым, теряется большое количество его свойств.
Утверждение, что нынешняя форма правления в России — президентская, является наглядным примером концептной натяжки. По форме своего правления Российская Федерация является президентской республикой, включающей определённые черты, свойственные парламентарным республикам. В таком случае характерны всенародные выборы главы страны, который формирует кабинет с согласия легислатуры и имеет право распустить парламент при выражении им недоверия кабинету. Специфика данного случая заключается в том, что президент назначает председателя правительства с согласия Государственной Думы, а членов кабинета — по предложению председателя правительства. Отличительная черта формы правления в России — правительство несёт ответственность перед президентом и перед нижней палатой парламента. Такие особенности не дают право называть форму правления в России президентской, что являлось бы концептной натяжкой. При президентской форме правления правительство не несёт ответственности перед законодательным органом.

## Критика
Политолог, кандидат наук Принстонского университета Томмазо Павоне в своей статье «A Critical Review of „Concept Misformation in Comparative Politics“ by Giovanni Sartori» критикует идеи Джованни Сартори. По его словам, учёный не даёт ответ на вопрос, как быть с широкими понятиями, у которых множество определений. А точнее, как избежать ошибки при выборе определения, соответствующего исследуемому явлению, а также соответствующих признаков (атрибутов). Например, такое понятие, как демократия, имеет множество определений, и каждое из них является подходящим в своем контексте. Не понятно, нужно ли в какой-то мере действовать произвольно — придерживаться одного определения и опираться на него в дальнейшем исследовании. Однако не факт, что такое определение будет являться корректным описанием явления в определенном контексте. Такая концептуализация может не точно передать смысл понятия и привести, в конечном итоге, к потере логики всего исследования.